# Billy Bob Thornton
Pour les articles homonymes, voir Thornton.
William Robert Thornton dit Billy Bob Thornton [ˈbɪli bɑb ˈθɔɹntən], né le 4 août 1955 à Hot Springs dans l'état de l'Arkansas, est un acteur, réalisateur, scénariste, producteur et musicien américain.
Après un début de carrière dans des seconds rôles au cinéma, il écrit, réalise et joue dans Sling Blade en 1996 qui lui vaut l'Oscar du meilleur scénario adapté et une nomination à celui du meilleur acteur. Dans les années 2000, il est remarqué dans des films aussi divers que À l'ombre de la haine, The Barber, Bandits ou Bad Santa.
En 2014, pour la série Fargo, il remporte pour son rôle de Lorne Malvo le Golden Globe du meilleur acteur et est nommé à l'Emmy Award dans la même catégorie.

## Biographie

### Jeunesse et formation
Billy Bob Thornton est l’aîné des enfants de Billy Ray Thornton, un professeur d'histoire et entraîneur de basket-ball, et Virginia Thornton, une para-psychologue. Billy Bob Thornton durant ses études secondaires se fait remarquer par ses compétences au poste de lanceur en baseball, et comme comédien de la troupe théâtrale de son établissement, parallèlement, il joue dans différents groupes de musique. Après ses études secondaires en 1973, il est accepté à l'université d'État Henderson qu'il abandonne pour commencer sa carrière en tant que batteur et chanteur de groupes comme Nothin 'Doin, Tres Hombres,.
Il mène une vie chaotique enchaînant les petits boulots pour échapper à la misère tout en suivant des cours de théâtre.

### Carrière
En 1986, Billy Bob Thornton fait son entrée au cinéma en jouant un rôle de « péquenot » (hillbilly) dans le film d'horreur Chasse sanglante, ce qui lui permet d'obtenir en 1987 sa carte de la Screen Actors Guild.
Il tient quelques rôles dans des séries télévisées comme Matlock et est scénariste pour le cinéma avec son ami d'enfance Tom Epperson.
Le film Un faux mouvement (dans lequel il joue d'ailleurs l'un des rôles principaux, celui d'un assassin psychopathe drogué) est le premier scénario qu'il réussit à vendre.
En 1996, il réalise son premier film : Sling Blade pour lequel il remporte l'Oscar du meilleur scénario adapté.
Il alterne ensuite différents rôles secondaires et finit par obtenir des rôles principaux dans des films comme The Barber : l'homme qui n'était pas là où il donne la réplique à Frances McDormand,, ou encore À l'ombre de la haine avec Halle Berry,. Il donne deux fois la réplique à Bruce Willis dans Armageddon, et Bandits avec Cate Blanchett,.
En 2014, il incarne Lorne Malvo dans la série Fargo diffusée sur FX et adaptée du film du même nom des frères Coen.
En 2017, il reçoit le Golden Globe du meilleur acteur dans une série dramatique pour son interprétation de Billy McBride dans Goliath.
En plus de ses métiers dans le cinéma, il a également sorti à ce jour quatre CD solo : Private Radio, The Edge of the World, Hobo et Beautiful Doors.

### Vie privée
Épouses et relations : Connie Angland (m. 2014), Angelina Jolie (m. 2000–2003), Laura Dern (2000), Pietra Dawn Cherniak (m. 1993–1997), Cynda Williams (m. 1990–1992), Toni Lawrence (m. 1986–1988), Melissa Lee Gatlin (m. 1978–1980),.
Il dédie à Angelina Jolie la chanson Angelina disponible sur l'album Private Radio.

## Filmographie

### Acteur

#### Cinéma
- 1986 : Chasse sanglante (Hunter's Blood) de Robert C. Hughes : Billy Bob
- 1987 : Les Incorruptibles (The Untouchables) de Brian de Palma
- 1988 : South of Reno de Mark Rezyka : Counterman
- 1989 : Going Overboard de Valerie Breiman : Dave (courte apparition)
- 1989 : Chopper Chicks in Zombietown (en) de Dan Hoskins : Donny
- 1991 : For the Boys de Mark Rydell : Sergent Marine, Corée
- 1991 : À plein tube ! (The Dark Backward) de Adam Rifkin : Patron du Sloppy's (non crédité)
- 1992 : Un faux mouvement (One False Move) de Carl Franklin : Ray Malcolm
- 1993 : Tombstone de George Pan Cosmatos : Johnny Tyler
- 1993 : Une belle emmerdeuse (Trouble Bound) de Jeffrey Reiner : Coldface
- 1993 : Grey Knight (Ghost Brigade) de George Hickenlooper : Langston
- 1993 : Les Princes de la ville (Bound by Honor) de Taylor Hackford : Lightning
- 1993 : Proposition indécente (Indecent proposal) de Adrian Lyne : un touriste
- 1994 : Floundering de Peter McCarthy : le vendeur d'armes
- 1994 : Terrain miné (On Deadly Ground) de Steven Seagal : Homer Carlton
- 1995 : Les Aventuriers de l'or noir (The Stars Fell on Henrietta) de James Keach
- 1995 : Dead Man de Jim Jarmusch : Big George Drakoulious
- 1996 : Sling Blade de Billy Bob Thornton : Karl Childers
- 1997 : Le Prédicateur (The Apostle) de Robert Duvall : Troublemaker
- 1997 : U-Turn de Oliver Stone : Darrell
- 1997 : Princesse Mononoké : Jigo (voix)
- 1998 : Armageddon de Michael Bay : Dan Truman
- 1998 : Primary Colors de Mike Nichols: Richard Jemmons
- 1998 : Un plan simple (A Simple Plan) de Sam Raimi : Jacob Mitchell
- 1999 : Les Aiguilleurs (Pushing Tin) de Mike Newell : Russell Bell
- 2000 : South of Heaven, West of Hell (en) de Dwight Yoakam : Brig. Smalls
- 2001 : Daddy and Them de Billy Bob Thornton : Claude Montgomery
- 2001 : The Barber : l'homme qui n'était pas là (The Man Who Wasn't There) de Joel Coen : Ed Crane
- 2001 : Bandits de Barry Levinson : Terry Lee Collins
- 2001 : À l'ombre de la haine (Monster's Ball) de Marc Forster : Hank Grotowski
- 2002 : Une chambre pour quatre de Jordan Brady : Lonnie Earl Dodd
- 2002 : En eaux troubles (The Badge) de Robby Henson : Shérif Darl Hardwick
- 2003 : Intolérable Cruauté (Intolerable Cruelty) de Joel et Ethan Coen : Howard D. Doyle
- 2003 : Love Actually de Richard Curtis : le Président des États-Unis
- 2003 : Le Salut (Levity) de Ed Solomon : Manuel Jordan
- 2003 : Bad Santa de Terry Zwigoff : Willie T. Soke
- 2004 : Alamo (The Alamo) de John Lee Hancock : Davy Crockett
- 2004 : Chrystal (en) de Ray McKinnon : Joe
- 2004 : Friday Night Lights de Peter Berg : Coach Gary Gaines
- 2005 : Faux Amis (The Ice Harvest) de Harold Ramis : Vic Cavanaugh
- 2005 : Bad News Bears de Richard Linklater : Morris Buttermaker
- 2006 : L'École des dragueurs (School for Scoundrels) de Todd Phillips : Dr. P
- 2006 : The Astronaut Farmer de Michael Polish : Charles Farmer
- 2007 : Mr. Woodcock de Craig Gillespie : Jasper Woodcock
- 2008 : L'Œil du mal (Eagle Eye) de D.J. Caruso : Thomas Morgan
- 2008 : Informers (The Informers) de Gregor Jordan : William Sloan
- 2009 : Le Parfum du succès (en) (The Smell of Success) de Michael Polish : Patrick
- 2011 : Faster de George Tillman Jr. : Slade Humphries, dit « le Flic »
- 2011 : Le Chat potté (Puss in Boots) de Chris Miller : Jack (voix)
- 2012 : The Baytown Outlaws : Les Hors-la-loi : Carlod
- 2012 : Jayne Mansfield's Car de Billy Bob Thornton : Skip Caldwell
- 2013 : Parkland de Peter Landesman : Forrest Sorrels
- 2014 : Le Juge (The Judge) de David Dobkin : Dwight Dickham
- 2014 : Hell Town (Cut Bank) de Matt Shakman : Stan Steeley
- 2015 : Entourage de Doug Ellin : Larsen McCredle
- 2015 : Que le meilleur gagne (Our Brand Is Crisis) de David Gordon Green : Pat Candy
- 2016 : Whiskey Tango Foxtrot de Glenn Ficarra et John Requa : Général Hollanek
- 2016 : Bad Santa 2 de Mark Waters : Willie T. Soke
- 2018 : A Million Little Pieces de Sam Taylor-Johnson : Leonard
- 2018 : Séduction fatale (London Fields) de Mathew Cullen : Samson Young
- 2022 : The Gray Man d'Anthony et Joe Russo : Donald Fitzroy
- 2024 : The Electric State d'Anthony et Joe Russo : n/a (voix)

#### Télévision
- 2014 : Fargo (série télévisée) : Lorne Malvo
- 2014 : The Big Bang Theory (série télévisée) : Dr. Lorvis
- 2015 : Piégés (Into the Grizzly Maze) de David Hackl (téléfilm) : Douglass
- 2016-2021 : Goliath (série télévisée) : Billy McBride
- 2021-2022 : 1883 (mini-série télévisée préquelle Yellowstone) de Taylor Sheridan : le Marshall Jim Courtright (VF Gérard Darier)
- 2024 : Landman (série télévisée) : Tommy Norris

### Réalisateur
- 1997 : Sling Blade
- 2000 : De si jolis chevaux (All the Pretty Horses)
- 2001 : Daddy and Them
- 2012 : Jayne Mansfield's Car

### Scénariste
- 1992 : Un faux mouvement (One False Move) de Carl Franklin
- 1997 : Sling Blade de Billy Bob Thornton, Prix Edgar-Allan-Poe du meilleur scénario
- 2000 : Intuitions (The Gift) de Sam Raimi
- 2001 : Daddy and Them
- 2012 : Jayne Mansfield's Car de Billy Bob Thornton

### Producteur
- 2000 : De si jolis chevaux (All the Pretty Horses) de Billy Bob Thornton
- 2001 : Une chambre pour quatre (Waking Up in Reno)

## Discographie
- 2003 : The Edge of the World (en)
- 2007 : Beautiful Door, UMSM

## Distinctions

### Récompenses
- Festival international du film de Chicago 1996 : Lauréat du Prix Spécial du Jury du meilleur film pour Sling Blade
- 1996 : Kansas City Film Critics Circle Awards du meilleur acteur pour Sling Blade
- 1996 : National Board of Review Awards du meilleur réalisateur pour Sling Blade (1996).
- Chicago Film Critics Association Awards 1997 : Meilleur acteur pour Sling Blade
- Chlotrudis Awards 1997 : Meilleur acteur pour Sling Blade
- Chlotrudis Awards 1997 : Meilleur film pour Sling Blade
- 1997 : Edgar Allan Poe Awards du meilleur film pour Sling Blade
- 1997 : Film Independent Spirit Awards du meilleur premier film pour Sling Blade partagé avec David L. Bushell (Producteur) et Brandon Rosser (Producteur).
- 1997 : Writers Guild of America Awards du meilleur scénario adapté pour Sling Blade

### Nominations
- 1996 : Awards Circuit Community Awards du meilleur film pour Sling Blade
- Boston Society of Film Critics Awards 1996 : Meilleur nouveau réalisateur pour Sling Blade
- Chlotrudis Awards 1997 : Meilleur réalisateur pour Sling Blade
- Oscars 1997 : Meilleur scénario adapté pour Sling Blade
- Satellite Awards 1997 : Meilleur acteur dans un film dramatique pour Sling Blade
- Satellite Awards 1997 : Meilleur scénario original pour Sling Blade
- Screen Actors Guild Awards 1997 : Meilleur acteur dans un premier rôle pour Sling Blade
- Screen Actors Guild Awards 1997 : Meilleure distribution pour Sling Blade partagé avec Dwight Yoakam, J.T. Walsh, John Ritter, Lucas Black, Natalie Canerday et Robert Duvall
- Golden Globes 2015 : Meilleur acteur dans une mini-série ou un téléfilm pour Fargo
- 2017 : 20/20 Awards du meilleur acteur et du meilleur scénario adapté pour Sling Blade
- Golden Globes 2017 : Meilleur acteur dans une série dramatique pour Goliath
- Golden Globes 2025 : Meilleur acteur dans une série télévisée dramatique pour Landman

## Voix francophones
En France, Gérard Darier est la voix française régulière de Billy Bob Thornton. Joël Martineau, Féodor Atkine et Gabriel Le Doze l'ont également doublé à trois reprises chacun.
Au Québec, Éric Gaudry est la voix québécoise régulière de l'acteur. Jean-Marie Moncelet et Daniel Picard l'ont respectivement doublé à trois et à deux reprises.